# Dionizy Henkiel

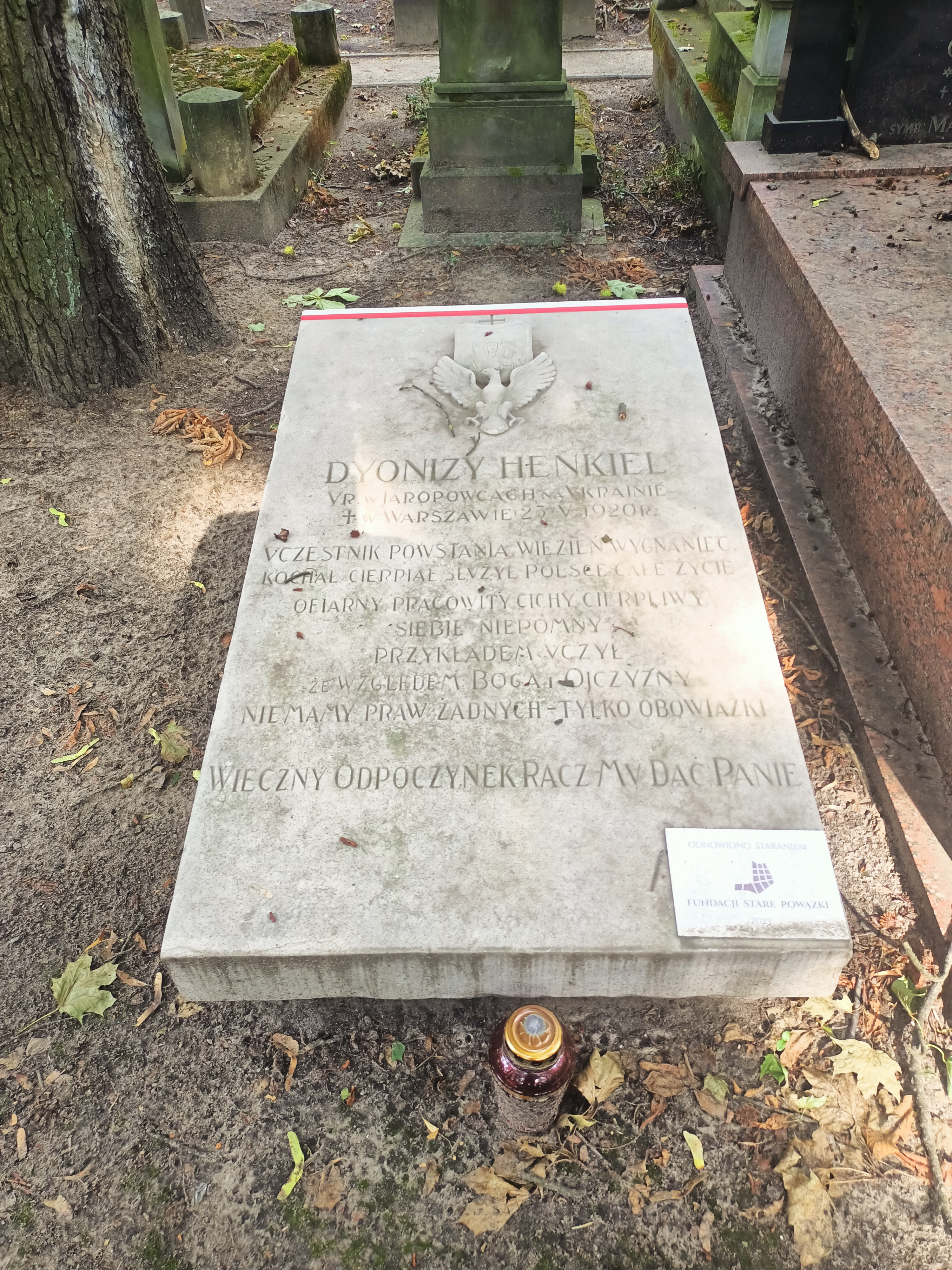
Grób Dionizego Henkla na cmentarzu Powązkowskim w Warszawie

Dionizy Apolinary Henkiel (Henkel) (ur. 1842 w Jaropowyczach na Kijowszczyźnie, zm. 23 maja 1920 w Warszawie) – polski dziennikarz i krytyk literacki.

## Życiorys
Syn Wiktora i Albiny, szlachcic. Ukończył gimnazjum w Kijowie, a następnie studiował na Uniwersytecie św. Włodzimierza. Był uczestnikiem powstania styczniowego. Aresztowany w 1863 podczas przewożenia broni dla uczestników walk. Został skazany na 6 lat i zesłany na Syberię (przebywał w Ojoku w guberni irkuckiej, a następnie w Irkucku).
Od 1870 roku mieszkał w Warszawie, gdzie pracował jako dziennikarz. W latach 1870–1872 był redaktorem „Tygodnika Illustrowanego”, w okresie 1872–1873 pisał dla „Wieńca”, a od 1873 do 1897 – dla „Gazety Polskiej”. W latach 1891–1914 był redaktorem miesięcznika „Biblioteka Warszawska”. 
Głównym przedmiotem jego zainteresowań była literatura. W dziedzinie tej uchodził za autorytet. Był krytykiem literackim i teatralnym, zajmował się także polityką i socjologią. Jego mieszkanie przy ulicy Mazowieckiej 9 było częstym miejscem spotkań elity literackiej Warszawy. Doradzał wielu pisarzom i utrzymywał z nimi relacje przyjacielskie (m.in. z Henrykiem Sienkiewiczem, Władysławem Reymontem, Józefem Weyssenhoffem, Szymonem Askenazym i Ludwikiem Krzywickim). Był autorem pomysłu na tytuł powieści Henryka Sienkiewicza „Ogniem i mieczem”.
Został pochowany na cmentarzu Powązkowskim w Warszawie (kwatera 54-6-8).

## Upamiętnienie
W 1926 roku jego imieniem nazwano plac na warszawskim Żoliborzu.